# Балел, Мустафа
Мустафа Балел (тур. Mustafa Balel; род. 1 сентября 1945, Сивас) — турецкий писатель, драматург, переводчик.

## Биография
Окончил отделение французской филологии в Учительском институте Анкары (1968), затем стажировался во Франции в Университете Пуатье. С 1968 года Балел преподавал французский язык в высших учебных заведениях Сиваса, Ардагана, Стамбула. Он входил в редколлегии ряда турецких энциклопедий, в 1975—1976 годах издавал собственный журнал прозы «Öykü» (вышло восемь номеров).
В переводах Мустафы Балела публиковались по-турецки произведения Мишеля Турнье, Яна Кеффелека, Паскаля Брюкнера, Хорхе Семпруна и др. С русского языка Балел перевёл книги Максима Горького, Сергея  Аксакова и Василия Аксёнова.